# Seyed Ibn Tâwûs
Seyed Radî al-Dîn, ‘Ali ibn Mûsâ b ibn Ja‘far b. Tâwûs (arabe : سید رضی الدین، علی بن موسی بن جعفر بن طاووس), né le 21 janvier 1193 et mort le 9 août 1266, est connu comme Seyed Ibn Tâwûs et surnommé  Radî al-Dîn était un juriste chiite, théologien et historien. Il était un descendant de l’Imam Hasan Mujtabâ par son père et un descendant de Husain ibn Ali par sa mère.Il est dit qu'il a rencontré le douzième Imam des chiites , Muhammad al-Mahdi (869-941), qui, selon les chiites est ou vit dans l'occultation.

## Naissance et mort
Ibn Tâwûs est né le jeudi 14 du mois de muharram de l’an 589 de l’Hégire à Hilla en Irak. Il est mort le lundi cinq dhu-l-qa’da de l’an 664 H. à l’âge de 75 ans à Hilla. Sa dépouille a été apportée dans la ville de Najaf et enterrée dans le mausolée du l’Imam Ali.

## les ouvrages
Il a écrit de nombreux livres sur des sujets différents de la théologie et de l'éthique à la jurisprudence et de l'astronomie dont certains ont été traduits en persan, ourdou et anglais. Dans ses livres, il a encouragé les lecteurs à en apprendre davantage sur Mahomet et les Ahl al-Bayt parce qu'il pensait que tels "les connaissances sur les sources originales de la religion était la compréhension actuelle de la religion". Liste partielle de ses œuvres :
- Lohoof
- Al-muhimmât wa al-tatimmât
- Kashf al-Mahajja li-thamrat al-muhja
- Al-Iqbâl li-sâlih al-a’mâl
- Amân al-akhtâr fi wazâ’if al-asfâr, Najaf
- Jâmal al-usbû’ bi-kamâl al-‘amal al-mashrû’
- Ijâza’e Seyed Ibn Tâwûs
- Al-durû’ al-wâqiya min al-akhtâr fimâ  (1912)
- Sa’d al-su’ûd, Najaf
- Al-mujtanâ fî ad‘iat
- Midmâr al-sabaq,
- Al-malâhim wa al-fitan
- Muhaj al-da‘awât wa manhaj al-‘ibâdât
- Ghiyâth sultân al-warâ li-sukkân al-tharâ
- Faraj al-mahmûm fi târikh ‘ulama’ al-nujûm
- Fath al-abwâb bayn dhû-l-albâb wa bayn rabb al-arbâb